# Stella & Steve
Stella & Steve è il secondo EP della cantante neozelandese Benee, pubblicato il 15 novembre 2019 sulle etichette Republic Records e Universal Music Group.

## Tracce
1. Find an Island – 3:12 (Stella Bennett, Josh Fountain, Djeisan Suskov)
2. Supalonely (feat. Gus Dapperton) – 3:43 (Jenna Andrews, Stella Bennett, Josh Fountain, Brendan Rice)
3. Monsta – 3:41 (Stella Bennett, Josh Fountain, Jason Schoushkoff)
4. Drifting (feat. Jack Berry) – 3:23 (Stella Bennett, Josh Fountain, Damin McCabe, Djeisan Suskov)
5. Blu – 3:22 (Jenna Andrews, Stella Bennett, Josh Fountain)

## Formazione
- Benee – voce
- Josh Fountain – produzione
- Gus Dapperton – co-produzione (traccia 2)
- Randy Merrill – mastering
- Spike Stent – missaggio

## Classifiche
| Classifica (2019-20) | Posizione massima |
| -------------------- | ----------------- |
| Canada               | 91                |
| Francia              | 150               |
| Nuova Zelanda        | 19                |
| Stati Uniti          | 138               |